# Lossow’sche Villa

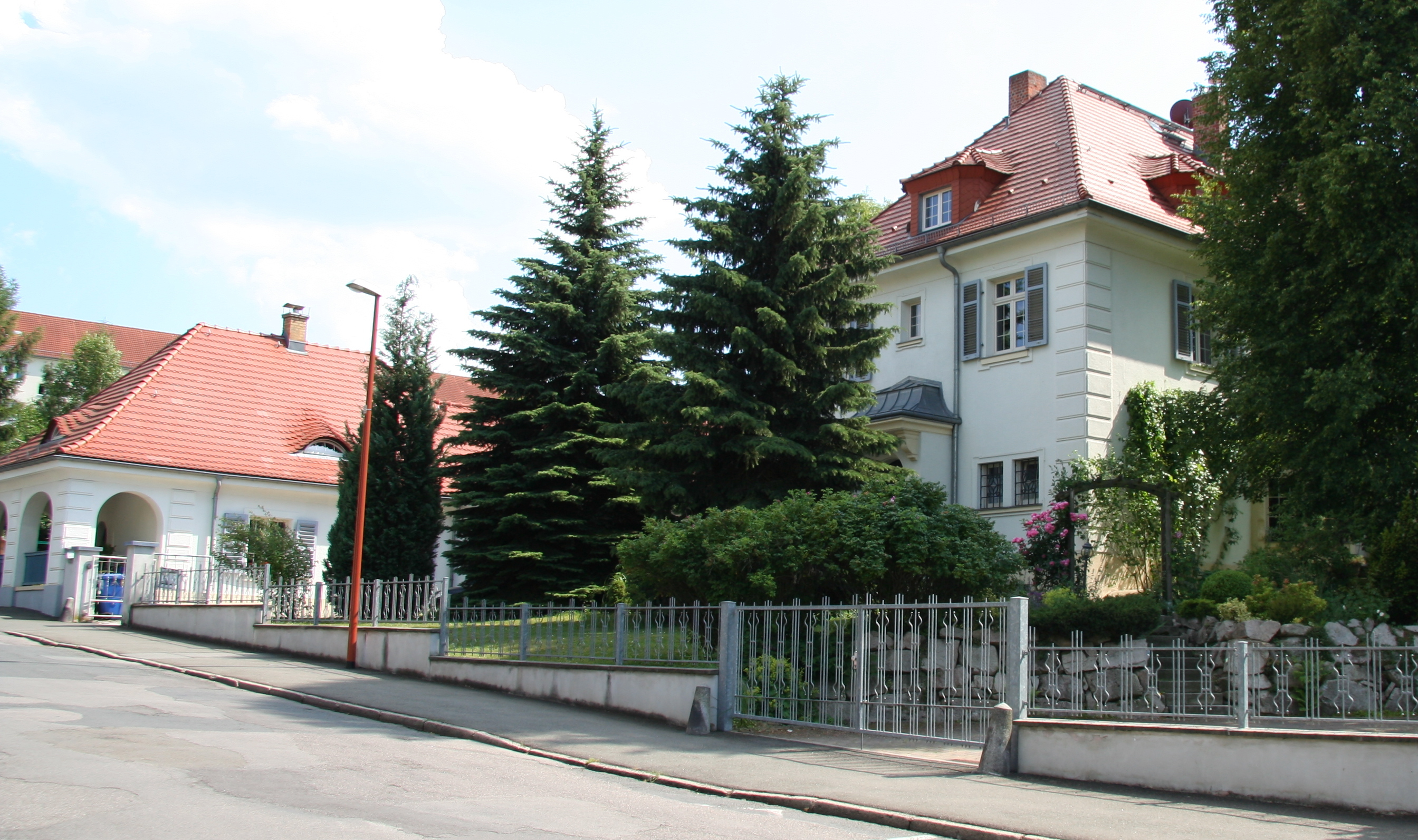
Lossow’sche Villa, Ansicht von der Clementinenstraße

Die Lossow’sche Villa ist ein unter Denkmalschutz stehendes großbürgerliches Wohnhaus in der Clementinenstraße 8 in Glauchau und ein Kulturdenkmal. Das Gebäude entstand 1916/1917 für den Textilindustriellen Arthur Lossow.

## Architekt und Bauherr
Die Entwürfe für das Haus stammen aus dem Dresdner Architekturbüro „Lossow und Kühne“. Der Auftraggeber für diesen Villenneubau war Arthur Lossow, der dieses Gebäude für seinen Sohn Emil Lossow erbauen ließ.
Arthur Lossow war ein Glauchauer Textilfabrikant und 1899 Mitbegründer der Vereinigten Glanzstoff-Fabriken AG. (kurz: Glanzstoff), die Kunstseide entwickelte und produzierte. Innerhalb der Glanzstoff war er der Leiter der „sächsischen Gruppe“, die zusammen mit der „niederrheinischen Gruppe“ und der „oberrheinischen Gruppe“ den Vertrieb der Kunstseide in den Industriegebieten sicherte. Etwa 1923 übernahm dann sein Sohn Emil Lossow vollständig die Agentur in Glauchau (Chemnitzer Straße) und führte diese bis 1945 weiter.

## Beschreibung
Die „Lossow’sche Villa“ befindet sich im sogenannten Villenviertel von Glauchau. Dieses Villenviertel ist im Zuge der industriellen Entwicklung parallel zu den zahlreichen Fabrikgebäuden und zusammen mit mehreren Amtsgebäuden ab Mitte des 19. Jahrhunderts im Südwesten der Stadt entstanden. Ursprünglich gehörte dieses Land zum Schlosspark. Heute befinden sich noch mehr als 25 Villen in diesem Viertel, die das Stadtbild von Glauchau stark prägen. Die meisten Villen sind im Stil des Historismus und Jugendstils erbaut. Der Charme des Villenviertels wird zusätzlich noch durch einen alten Baumbestand von Buchen, Eichen und exotischen Gewächsen unterstützt, die noch zu Zeiten des Schlossparks angepflanzt wurden.
Das Gebäude wurde in der Zeit von 1916 bis 1917 erbaut, obwohl in dieser Zeit personelle und materielle Engpässe durch den Ersten Weltkrieg bestanden. Dies schlug sich besonders in der ständigen Überarbeitung der ursprünglichen Baupläne nieder, die immer wieder wegen mangelnder Baustoffe und Gelder abgeändert wurden. So sollte ursprünglich vor dem Haus auf der Nordwestseite, zur Martinistraße ausgerichtet, eine breite Terrasse mit Säulengeländer entstehen, die aber im Laufe der Planungen in eine einfache begrünte Fläche umgewandelt wurde.
Ansätze für diese Terrasse sind heute noch gut durch die bereits vor der Planänderung gesetzten Granitstufen zu erkennen. Das markanteste Merkmal auf dieser Gebäudeseite ist der Erker. Dieser Erker wurde mit viel Schmuck an den Lisenen und Stürzen versehen und sollte vorrangig repräsentativ wirken.
Ebenfalls sollte auf der Nordostseite, zur Clementinenstraße hin, vor dem Haupteingang eine Freitreppe gebaut werden, die dann aufgrund der Ressourcenknappheit durch eine einfache, mit Schlacke verdichtete Auffahrt ersetzt worden ist. Besonders markant sind auf dieser Seite die Eckquaderungen, die sich an allen straßenseitigen Hausecken des Gebäudes befinden. Sie sollen vor allem die vertikale Fassadenstruktur betonen.
Die Gartenseiten des Gebäudes sind nicht weniger attraktiv gestaltet. So befinden sich auf der Südwestseite des Gebäudes ebenfalls ein vorgesetzter Erker mit schlichteren Schmuckelementen und ein Treppenaufgang zum Wintergarten. Die Südostseite des Gebäudes ist eher asymmetrisch gestaltet. Sowohl der Wintergarten als auch der große Erker ermöglichen dem Betrachter keine komplette Ansicht dieser Gebäudeseite. Damit versuchte der Architekt wahrscheinlich, die Größe des Gebäudes zu kaschieren und es wohnlicher wirken zu lassen.
Ein weiteres markantes Merkmal dieser Villa ist der Dachbereich. Das komplette Dach des Hauptgebäudes, des Wirtschaftsflügels und des Gärtnerhauses ist in doppelter Biberschwanzdeckung ausgeführt worden. Weiterhin befinden sich in der Dachfläche des Hauptgebäudes und des Gärtnerhauses Walm- und Fledermausgauben, welche die geraden Dachflächen unterbrechen.
Die Villa ist insgesamt betrachtet kein präsentativer Prachtbau, sondern eine raffiniert ausgedachte Wohnvilla, ohne den Charme eines Herrschaftshauses zu verlieren. So waren Wohndiele, Speisezimmer, Anrichte, Salon, Kinderzimmer, Wintergarten und Arbeitszimmer im Erdgeschoss und die Schlafzimmer, das Bad, das Ankleidezimmer und der Balkon im Obergeschoss untergebracht. Im Dachgeschoss befanden sich die Schlafräume des Dienstpersonals, und für den Gärtner und seine Familie wurde eigens ein an das Wirtschaftsgebäude angeschlossenes Einfamilienhaus (Gärtnerhaus) konzipiert. Der Kellerbereich bestand aus der Küche, dem Heizraum, den Lagerräumen und dem Weinkeller. Zusätzlich ließ sich Arthur Lossow im Wirtschaftsgebäude, das als Verbindungsgebäude zum Gärtnerhaus diente, ein Chemielabor einrichten, um seine Forschungen an der Kunstseide voranzutreiben.

## Weitere Geschichte des Hauses
Die Villa wurde bis zum Ende des Zweiten Weltkrieges nur von der Familie Lossow bewohnt. Nach Kriegsende nahmen sie durch Geldmangel und akuten Wohnungsmangel in Deutschland viele Flüchtlinge aus der Umgebung auf, um das Gebäude finanziell halten zu können. So lebten bis 1950 durchschnittlich 10 bis 12 Personen in dieser Villa. Nachdem 1950 Emil Lossow gestorben war, blieb seine Frau noch bis 1954 dort wohnen und siedelte anschließend zu ihren Kindern nach Herrenberg in Baden-Württemberg über. Das Gebäude wurde vor ihrer Abreise in städtische Verwaltung gegeben und damit nicht enteignet. In der Folgezeit wohnten bis 1990 vier Familien (2 Familien im Erdgeschoss, 1 Familie im Obergeschoss, 1 Familie im Gärtnerhaus) in dieser Villa, die zum Teil den ursprünglichen Wohnungsgrundriss zweckmäßig umbauten. Dies zog unter anderem auch stark die ursprüngliche Inneneinrichtung in Mitleidenschaft.
Nach der Wiedervereinigung 1990 wurde das Haus von der Familie Lossow bis 1998 weitervermietet. 1998 verkauften sie dann die Villa an einen privaten Investor, der diesen Gebäudekomplex nach jahrelanger Sanierung und Modernisierung wieder als Wohnvilla ausbaute.